# Drycothaea estola
Drycothaea estola là một loài bọ cánh cứng trong họ Cerambycidae.